# Uruana de Minas
Uruana de Minas is een gemeente in de Braziliaanse deelstaat Minas Gerais. De gemeente telt 2.747 inwoners (schatting 2009).

## Aangrenzende gemeenten
De gemeente grenst aan Arinos, Bonfinópolis de Minas, Riachinho en Unaí.

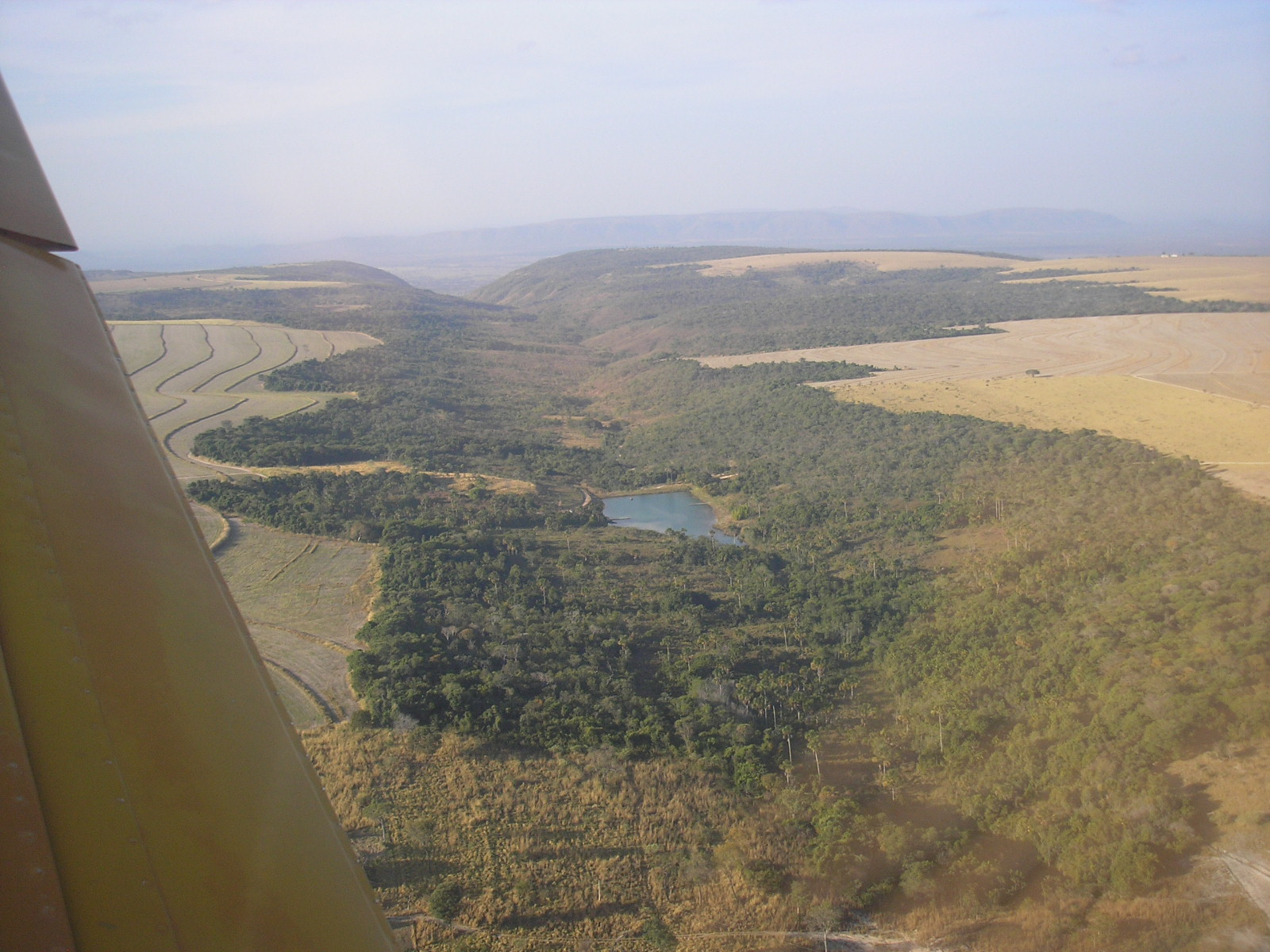
Meer in Uruana de Minas